# Bhawana
Bhawana (também Bhowana) (em urdu:  بھوانہ, em panjabi:  بھوآنہ) é a sede do tehsil de Bhawana e uma cidade da província de Punjab, Paquistão. Está localizada às margens do rio Chenab. Bhawana tornou-se um tehsil do distrito de Chiniot em 2 de fevereiro de 2009 mesma data que Chiniot tornou-se um distrito. Anteriormente, Bhawana era um sub-tehsil do tehsil de Chiniot e o tehsil de Chiniot era um tehsil do distrito de Jhang.